# Dysschema flavimedia
Dysschema flavimedia är en fjärilsart som beskrevs av Monte 1933. Dysschema flavimedia ingår i släktet Dysschema och familjen björnspinnare. Inga underarter finns listade i Catalogue of Life.